# Minnie Riperton
Minnie Julia Riperton (8. listopadu 1947 – 12. července 1979) byla americká zpěvačka a textařka, známá svým hlasovým rozsahem a hitem „Lovin' You“ z roku 1975. Hudební styly, jimiž byla Minnie ovlivněna, čítaly soul, R&B, a v začátcích své kariéry (zejména s kapelou Rotary Connection) i rock.

## Život
Narodila se v roce 1947 v Chicagu. Zpěvem začala vynikat od útlého věku, již v 10 letech byla hlavním hlasem tamního dívčího sboru, The Gems. Vystudovala v chicagském Lincoln Center obor „hudba, drama a tanec“.

## Kariéra
Do hudebního průmyslu se dostávala pozvolna od začátku 60. let, kdy dostala šanci od vydavatelství Chess Records zpívat druhé hlasy tehdejších etablovaných umělců. Zhruba od roku 1962 se zpívání začala věnovat profesionálně. Na svém prvním albu začala pracovat až v roce 1969; celkem jich vydala šest a k tomu pět kompilací.
V roce 1976, na vrcholu její kariéry u ní byla zjištěna rakovina prsu. I když se na ni léčila a podstoupila radikální mastektomii, nakonec nemoci podlehla. Zemřela v Los Angeles v roce 1979.

## Diskografie

### Studiová alba
- 1970: Come to My Garden
- 1974: Perfect Angel
- 1975: Adventures in Paradise
- 1977: Stay in Love
- 1979: Minnie
- 1980: Love Lives Forever

### Kompilace
- 1981: The Best of Minnie Riperton
- 1993: Capitol Gold: The Best of Minnie Riperton
- 1997: Her Chess Years
- 2001: Petals: The Minnie Riperton Collection
- 2001: Les Fleurs: The Minnie Riperton Anthology

### Singly
- 1974: "Reasons"
- 1974: "Seeing You This Way"
- 1975: "Lovin' You"
- 1975: "Inside My Love"
- 1975: "When It Comes Down to It"
- 1976: "Simple Things"
- 1976: "Adventures in Paradise"
- 1977: "Stick Together"
- 1977: "Can You Feel What I'm Saying"
- 1977: "Young, Willing, & Able"
- 1979: "Memory Lane"
- 1979: "Lover and Friend"
- 1980: "Here We Go"
- 1981: "Give Me Time"

## Vokální schopnosti
Kromě úspěchů se svými nahrávkami vynikala Minnie Riperton i výjimečným, pěti a půl oktávy širokým vokálním rozsahem, který zahrnoval tzv. whistling index (česky přibližně: pískací vokální rejstřík). Na rozdíl od těch několika málo zpěvaček, které měly podobný rozsah, Minnie v těch nejvyšších tónech dokázala i zřetelně artikulovat a udržet je zpívat po delší dobu, jak dokázala například v písničkách "Reasons", "Could It Be I'm in Love", "Adventures in Paradise", "Inside My Love" a "Love Me Now".